# Tetrastichus heterus
Tetrastichus heterus är en stekelart som beskrevs av Graham 1991. Tetrastichus heterus ingår i släktet Tetrastichus och familjen finglanssteklar. Inga underarter finns listade i Catalogue of Life.